# Двін
Двін, Востан Двін (вірм. Դվին; грец. Δουσιος, Τισιον, араб. دبيل (Дабіль), перс. دوين) — велике ремісниче-торгове місто, столиця середньовічної Вірменії та головне місто однойменної області в провінції Арарат. Збудований царем Великої Вірменії Хосровом II у 335 р. на місці стародавнього поселення та фортеці III тисячоліття до н. е. населення міста становило 100 000 осіб, які займалися різними професіями, включаючи мистецтво та ремесла, торгівлю, рибальство та інше. З цього ж часу тут перебувала резиденція вірменських царів династії Аршакидів.

## Розташування

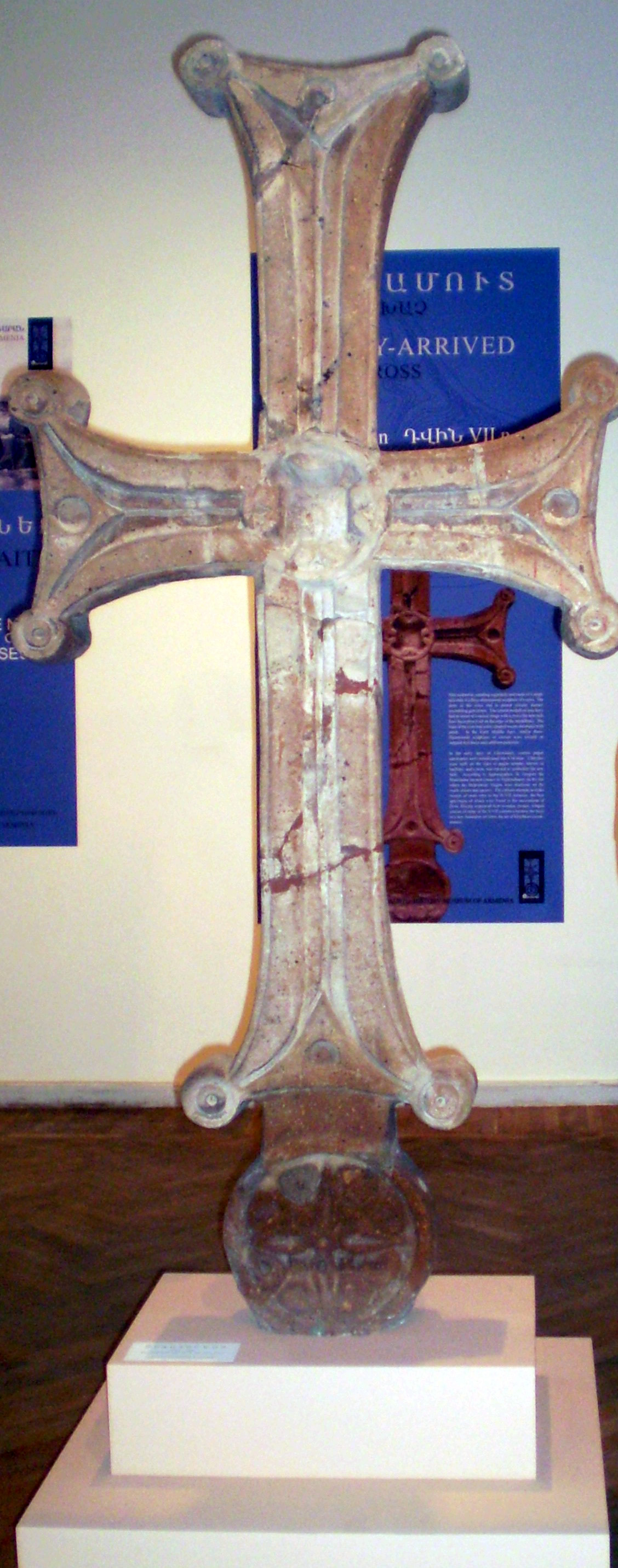
Двометровий хрест із руїн Двіна

Двін розташований на північ від попередньої стародавньої столиці Вірменії, міста Артаксата, за 35 км на південь від сучасного Єревана.
Двін також відомий як Дуїн відповідно до його класичної назви, стародавні вірменські першоджерела ім'я міста майже завжди виділяють як Двин або Дуїн. Пізніші автори надають перевагу найменуванню «Двін», яке є найпоширенішою формою у науковій літературі.

## Історія
Після ліквідації Вірменського царства у 428 р., Двін став резиденцією перських, а з 640 р. — арабських правителів області Армінійа (араб. ارمينيّة), що включала у свій склад, окрім вірменських земель, також і Грузію, Арран та Баб аль-Абваб (Дербент).
Ставши столицею держави, Двін незабаром перетворився в одне з найбільших міст Азії і за своїм багатством змагався з багатьма містами тодішнього світу. Але добробут його тривав недовго. Перший удар завдали йому араби. За Себеоса і Іоанну Католикоса, взяття Двіна відбулося при Константі II (641—668) і Католікосі Єзре (628—640). Попри те, що Двін з того часу кілька разів переходив із рук в руки, він на початку IX століття ще процвітав. Окрім утисків з боку завойовників, місто потерпало також від частих землетрусів, і з початку Х століття стало занепадати. Під час другого землетрусу у 893 р., в ньому загинуло близько 70 тис. жителів.
У 1064 Вірменію завоювали сельджуки. Грузинський цар Георгій III в 1161—1162 рр. і, вдруге, в 1173 р. ненадовго відвойовував у них місто. У 1201—1203 рр., за часів правління цариці Тамари, Двін знову був приєднаний до Грузії.
У 1236 місто було остаточно зруйновано монголами.
Систематичні розкопки Двіна розпочалися з 1937 року і відкрили велику кількість матеріалів, які пролили світло на культуру Вірменії з V-го до XIII-го століття. У фортеці відкриті руїни палаців правителів Вірменії, побудованих після землетрусу 893 р. (під ними руїни палацових споруд IV—IX ст.), житлові будинки посадових осіб та гончарні майстерні X—XIII ст. У центрі міста — залишки собору, перебудованого у VII ст. з базилікального язичницького храму III ст., палац католікоса (V ст.), базилікальна церква (VI ст.), будівля великого караван-сараю (VI ст.) тощо.